# Tanzánia az 1996. évi nyári olimpiai játékokon
Tanzánia az egyesült államokbeli Atlantában megrendezett 1996. évi nyári olimpiai játékok egyik részt vevő nemzete volt. Az országot az olimpián 2 sportágban 7 sportoló képviselte, akik érmet nem szereztek.

## Atlétika
Férfi
| Versenyző     | Versenyszám | Előfutam | Előfutam | Előfutam | Döntő         | Döntő         |
| Versenyző     | Versenyszám | Idő      | Hely.    | Össz.    | Idő           | Helyezés      |
| ------------- | ----------- | -------- | -------- | -------- | ------------- | ------------- |
| Marko Hhawu   | 10 000 m    | 28:14,08 | 10.      | 10.      | 28:20,58      | 12.           |
| Simon Qamunga | Maraton     |          |          |          | 2:33:11       | 92.           |
| Ikaji Salum   | Maraton     |          |          |          | 2:25:29       | 69.           |
| Julius Sumaye | Maraton     |          |          |          | nem ért célba | nem ért célba |

Női
| Versenyző        | Versenyszám | Előfutam | Előfutam | Előfutam | Elődöntő | Elődöntő | Elődöntő | Döntő   | Döntő    |
| Versenyző        | Versenyszám | Idő      | Hely.    | Össz.    | Idő      | Hely.    | Össz.    | Idő     | Helyezés |
| ---------------- | ----------- | -------- | -------- | -------- | -------- | -------- | -------- | ------- | -------- |
| Restituta Joseph | 800 m       | 2:08,31  | 7.       | 30.      | kiesett  | kiesett  | kiesett  | kiesett | kiesett  |

## Ökölvívás
| Versenyző              | Versenyszám  | Selejtező                           | Nyolcaddöntő      | Negyeddöntő       | Elődöntő          | Döntő             | Helyezés |
| Versenyző              | Versenyszám  | Ellenfél Eredmény                   | Ellenfél Eredmény | Ellenfél Eredmény | Ellenfél Eredmény | Ellenfél Eredmény | Helyezés |
| ---------------------- | ------------ | ----------------------------------- | ----------------- | ----------------- | ----------------- | ----------------- | -------- |
| Rashi Ali Hadj Matumla | Kisváltósúly | Phil Boudreault (CAN) · 12–16       | kiesett           | kiesett           | kiesett           | kiesett           | 17.      |
| Hassan Mzonge          | Váltósúly    | Vitalijus Karpačiauskas (LTU) · 1–9 | kiesett           | kiesett           | kiesett           | kiesett           | 17.      |